# والاس بيشوب
والاس بيشوب (بالإنجليزية: Wallace Bishop)‏ هو عازف جاز أمريكي، ولد في 17 فبراير 1906 في شيكاغو في الولايات المتحدة، وتوفي في 2 مايو 1986 في هيلفرسوم في هولندا.

## وصلات خارجية
- والاس بيشوب على موقع ميوزك برينز (الإنجليزية)
- والاس بيشوب على موقع أول ميوزيك (الإنجليزية)
- والاس بيشوب على موقع ديسكوغز (الإنجليزية)